# Delphüné
Delphüné (görögül: Δελφυνη) a görög mitológiában szörny: 
1. Sárkány, Delphoiban a jóshely szent forrásának őre. Ő dajkálta a föld szülte Tüphónt. Delphünét Apollón ölte meg, amely után a Püthón (szó szerint: „rothadó”) nevet kapta, mivel a nap sugarai szétrohasztották testét. Ebben a mítoszban két khtonikus mítoszalak olvad össze: a jóval régebbi Delphüné és Püthón, melyek átengedték helyüket és jósdájukat Apollónnak, az olümposzi istennek.

1. Félig asszony-, félig kígyótestű nőstény sárkány; Tüphón neki adta oda Zeusz inait, melyeket kézitusájuk során kivágott a főisten kezéből-lábából. Tüphón az erejét vesztett Zeuszt a kilikiai Kórükosz-barlangba zárta; itt Delphüné őrizte az istent és az inakat. Hermész és Pán azonban visszalopták az inakat, s meggyógyították Zeuszt. Ez a mítosz a khtonizmussal harcot folytató klasszikus olümposzi mitológia kibontakozásának korszaka.